# Névé Nunatak
Névé Nunatak är en nunatak i Antarktis. Den ligger i Östantarktis. Nya Zeeland gör anspråk på området. Toppen på Névé Nunatak är 1 707 meter över havet.
Terrängen runt Névé Nunatak är kuperad österut, men västerut är den platt. Trakten är obefolkad. Det finns inga samhällen i närheten.